# Hypnovenator
Hypnovenator („spící lovec“) byl rod malého masožravého dinosaura (teropoda) z čeledi Troodontidae, který žil asi před 112 až 106 miliony let na území dnešního Japonska.

## Historie a význam

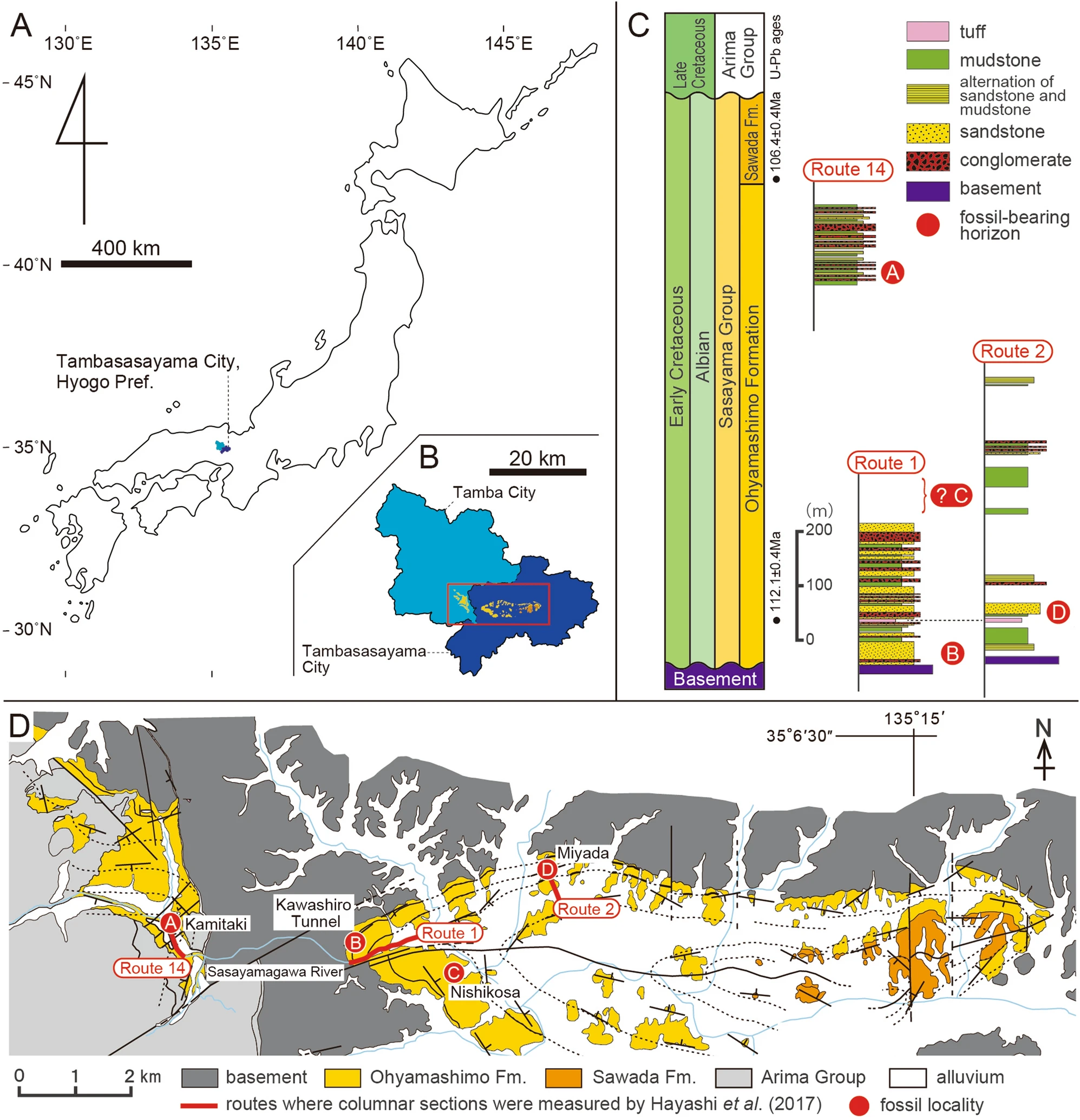
Mapka lokality objevu a geologické stavby města Tambasasayama.

Fosilie tohoto raně křídového troodontida byly objeveny v geologickém souvrství Ohjamašimo při stavbě zábavního parku ve městě Tamba-Sasajama na území prefektury Hjógo (ostrov Honšú) v září roku 2010. V letech 2012 a 2023 byl fosilní materiál zmíněn na paleontologických konferencích a v červenci 2024 byl teropod formálně popsán jako Hypnovenator matsubaraetoheorum. Rodové jméno odkazuje ke "spící" poloze fosilie dinosaura, ve které byl objeven (podobně jako čínské rody Mei a Sinornithoides). Druhové je zase poctou dvěma amatérským sběračům fosilií (Kaoru Matsubara a Takaharu Ohe), kteří v roce 2010 objevili typový exemplář tohoto teropoda.
Hypnovenator je v pořadí 12. druhohorním dinosaurem, objeveným na území Japonska. Jedná se také o vůbec nejstaršího známého troodontida, jehož stáří až 112 milionů let je o desítky milionů let vyšší než v případě většiny lépe známých rodů, jako je severoamerický Troodon (jehož stáří činí asi 77 milionů let). Stejně jako ostatní troodontidi patřil i Hypnovenator k dinosaurům s největším objemem mozkovny, byl relativně vysoce inteligentní a měl velmi dobré smysly.

## Zařazení
Hypnovenator byl vývojově primitivním a archaickým zástupcem čeledi Troodontidae a podčeledi Troodontinae. Jeho sesterským taxonem je mongolský Gobivenator, poněkud vzdáleněji příbuznými rody jsou pak Urbacodon, Saurornithoides a Borogovia.